# Fromage de Bandel

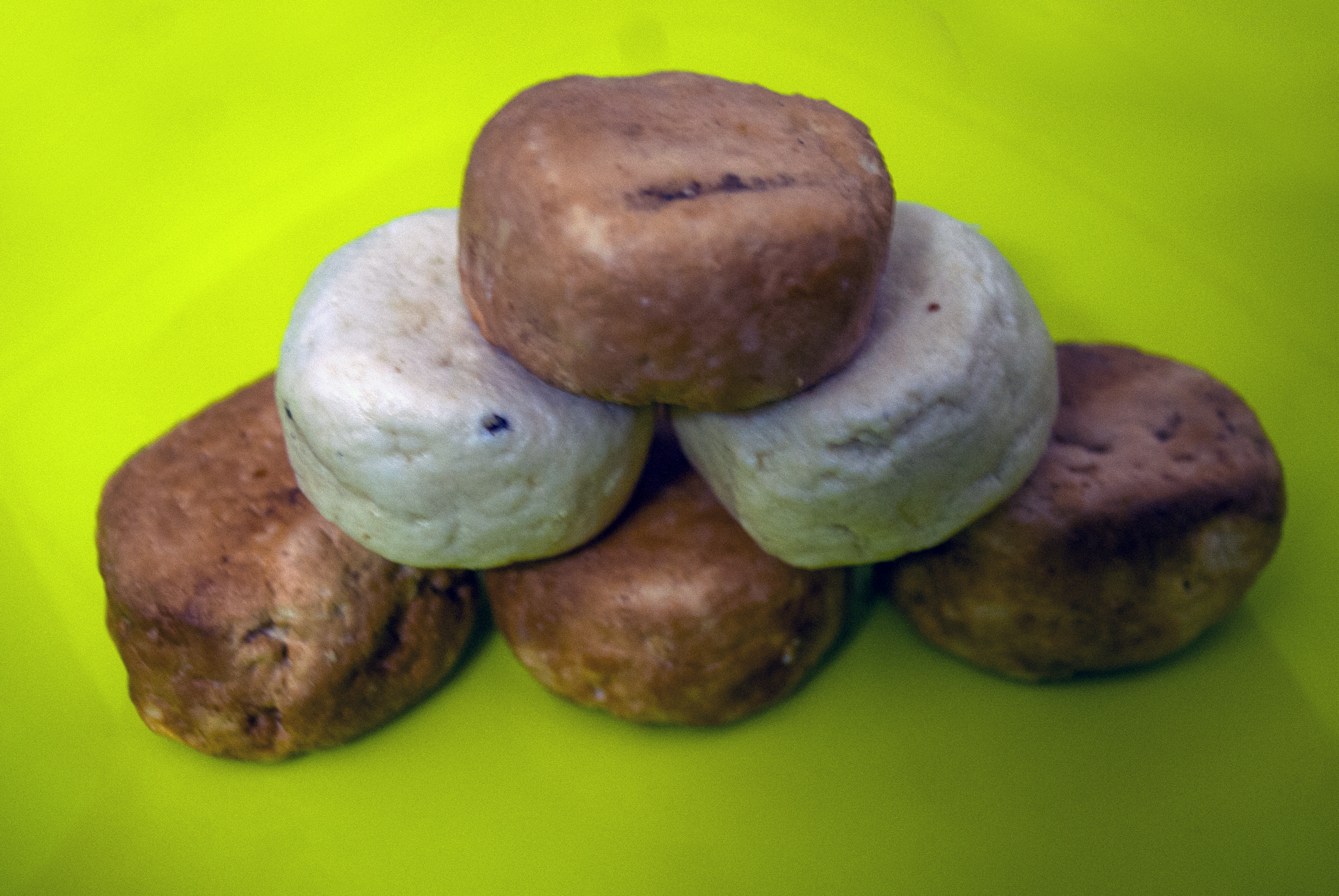
Fromages de Bandel, fumé et non fumé.

Le fromage de Bandel est un fromage autrefois fabriqué à Bandel, ancien comptoir portugais en Inde aujourd'hui situé dans le nord de l'agglomération de Calcutta ; il est maintenant produit pour l'essentiel dans les villes de Tarakeswar et Bishnupur. Du jus de citron est utilisé pour séparer la crème du petit-lait. Le fromage est ensuite moulé et égoutté dans de petits paniers. Une partie de la production est fumée ; le fromage non fumé est blanc, le fromage fumé de couleur brune. C'est un fromage sec, au goût prononcé ; très salé, il peut se conserver longtemps. 
La technique de fabrication de ce fromage a vraisemblablement été introduite en Inde au XVIIe siècle par les Portugais. À la fin du XVIIIe siècle, Louis de Grandpré évoque le fromage de Bandel dans le récit de son voyage en Inde et au Bengale : « [...] Bandel, petite ville portugaise, encore plus déchue que Chinsura, et dont on ne connaîtrait plus même le nom, sans ses fromages ; ils sont devenus si fameux dans tout le pays, qu'ils rappellent le souvenir de la ville qui les produit ».